# Burebasaga
Burebasaga ist eine der drei Konföderationen (Kubuna, Burebasaga & Tovata), aus denen sich Fidschis House of Chiefs (Matanitu) zusammensetzt. Alle der Ratu (Häuptling, Chief) gehören zu jeweils einer der drei Konföderationen. Sie ist die zahlenmäßig größte Konföderation.

## Zusammensetzung
Die Konföderation setzt sich zusammen aus Häuptlingen der Provinzen Rewa, Nadroga-Navosa, Serua, Kadavu vor der Küste von Suva, sowie Teile von Ba und Namosi. Burebusaga deckt damit den südlichen und westlichen Teil der Insel Viti Levu ab, sowie die Western Division und den Süden der Central Division.
Lomanikoro, in Rewa, ist der Hauptort der Konföderation.

## Häuptlingstitel
Der Roko Tui Dreketi ist der Paramount Chief (Oberhäuptling) der Burebasaga Confederacy. Anders als in Kubuna und Tovata gibt es in Burebasaga keine Regel, dass der Paramount Chief männlich sein muss. Die gegenwärtige Roko Tui Dreketi ist Ro Teimumu Vuikaba Kepa, die nach ihrer Schwester, Ro Lady Lala Mara, der früheren First Lady von Fiji, 2004 das Amt übernahm. Kepa war ebenfalls Minister of Education im Cabinet of Fiji von 2000 bis 2006.
Ein weiterer prominenter Titel ist der Tui Vuda. Der neueste Titelinhaber war Ratu Josefa Iloilo, der auch von 2000 bis 2009 Staatspräsident von Fidschi war.
Auch der ehemalige Premierminister Ratu Tevita Momoedonu ist ein Häuptling von Burebasaga.